# Superman El Último Escape
Superman El Último Escape es una montaña rusa del tipo hypercoaster ubicada en el parque de atracciones Six Flags México.
Es una de las atracciones principales del parque, siendo muy demandada por los visitantes. Alcanza 120 km/h de velocidad máxima, tiene 67 metros de altura, una caída de 62,5 metros con una inclinación de 60° y tiene una longitud de 1706.9 metros.

## Localización
La atracción se encuentra cerca de la entrada al parque "Six Flags México", en la Ciudad de México.

## Descripción
Esta montaña rusa, una de las más grandes y rápidas, consta de tres trenes de 6 vagones para 6 personas cada uno, con un total de 36 personas por tren. La atracción es monitoreada por tres ordenadores, con sensores inductivos que coordinan las diferentes estaciones de frenos a lo largo del recorrido. Cada pasajero cuenta con una barra y cinturones de seguridad sistemas que garantizan disfrutar de la atracción. La estatura mínima para entra a la atracción es de 1,3 m. El punto más alto de la atracción se encuentra en la cima de la subida, que alcanza los 67 metros de altura, siendo visible parte de la Ciudad de México. Fue abierto en noviembre de 2004 y en mayo de 2007, alcanzó su pasajero número 1 000 000.
Cuenta con un túnel después de la caída más importante y espectaculares rizos y bajadas consecutivas conocidas como jorobas de camello. Por ende, se considera una de las atracciones principales del parque.